# Принцип Маркова
Принцип Маркова — один из основных принципов логики конструктивной математики, сформулированный в начале 1950-х годов Андреем Андреевичем Марковым (младшим). Известен также под названиями «ленинградский принцип» и «принцип конструктивного подбора». Представляет собой ослабленный вариант закона двойного отрицания.
Формулировка принципа состоит в следующем:
| Пусть для некоторого свойства {\displaystyle {\mathcal {Y}}} имеется алгоритм {\displaystyle {\mathfrak {A}}}, выясняющий для всякого натурального числа {\displaystyle N}, обладает ли {\displaystyle N} свойством {\displaystyle {\mathcal {Y}}}. Если опровергнуто предположение о том, что ни одно натуральное число не обладает свойством {\displaystyle {\mathcal {Y}}}, то имеется натуральное число со свойством {\displaystyle {\mathcal {Y}}}. |

Способ построения искомого числа состоит в последовательном переборе натуральных чисел, начиная с нуля, причём на каждом шаге процесса посредством алгоритма {\displaystyle {\mathfrak {A}}} устанавливается, обладает ли рассматриваемое число свойством {\displaystyle {\mathcal {Y}}}.
С использованием формальных языков конструктивной математической логики (например, ступенчатой семантической системы Маркова) принцип Маркова записывается следующим образом:
{\displaystyle ((\forall X(D\lor (\neg D)))\supset ((\neg (\neg (\exists XD)))\supset (\exists XD)))}.